# Claire Debru
Claire Debru, née dans les années 1970 dans la périphérie de Rouen, est une éditrice, traductrice et critique littéraire française.

## Biographie
Après des études de lettres et de philosophie, Claire Debru se spécialise dans l'étude du conte de fées français des XVIIe et XVIIIe siècles. Notamment traductrice pour les éditions Harlequin et Allia, Claire Debru a collaboré à la Revue des deux Mondes, à La Nouvelle Revue moderne, à Feuilleton. En 2010, elle crée « Les Affranchis », une collection littéraire, aux éditions NiL,,.
En 2012, elle est à l'initiative de la création du Prix de la Page 112.

### Traductions
- De la dame écouillée, (anonyme), préface, édition et traduction depuis l'ancien français, éd. Allia, 2009.
- Le caméléon : les multiples vies de Frédéric Bourdin de David Grann, éd. Allia, 2009.
- Merci infiniment de Malcolm Lowry, éd. Allia, 2010.
- The Other Hollywood : l'histoire du porno américain par ceux qui l'ont fait de Legs McNeil  et Jennifer Osborne, éd. Allia, 2011.
- Manhattan Folk Story : Inside Dave Van Ronk de Dave Van Ronk et Elijah Wald, éd. Robert Laffont, 2013 et Points Seuil, 2014.
- L'évolution dans le vêtement de George-H. Darwin, éd. Allia, 2014.
- Au bonheur des lettres (collectif), Éditions du Sous-sol, 2014.

### Collaborations
- Les Contes et la psychanalyse, éd. In Press, 2001.
- Le Conte merveilleux au XVIIIe siècle, une poétique expérimentale, éd. Kimé, 2002.
- Le Conte de fées littéraire en France de la fin du XVIIe à la fin du XVIIIe siècle de Raymonde Robert, éd. Honoré Champion, 2002.